# یواس‌اس بانتینگ (ای‌ام‌اس-۳)

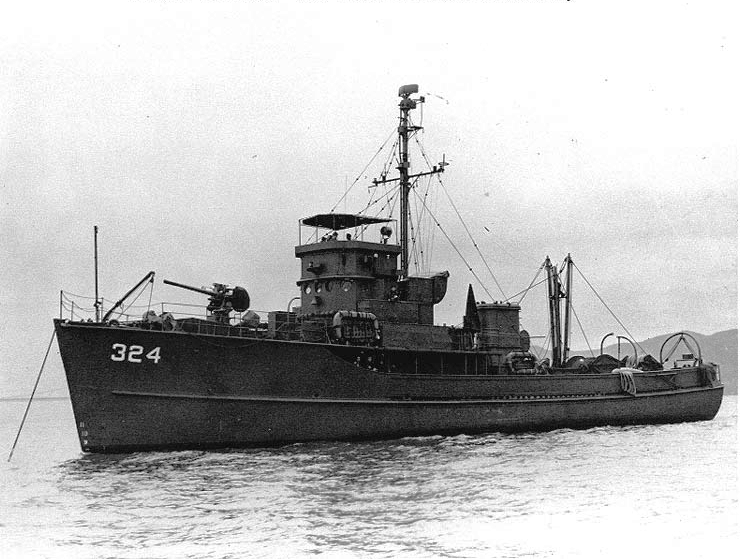
USS Bunting (AMS-3))

یواس‌اس بانتینگ (ای‌ام‌اس-۳) (به انگلیسی: USS Bunting (AMS-3)) یک کشتی بود که طول آن ۱۳۶ فوت ۰ اینچ (۴۱٫۴۵ متر) بود. این کشتی در سال ۱۹۴۳ ساخته شد.